# Vic-la-Gardiole
Vic-la-Gardiole (okzitanisch Vic de la Gardiòla) ist eine französische Gemeinde mit 3413 Einwohnern (Stand 1. Januar 2022) im Département Hérault in der Region Okzitanien. Sie gehört zum Arrondissement Montpellier und zum Kanton Frontignan. Die Bewohner werden Vicois und Vicoises genannt.

## Bevölkerungsentwicklung
| Jahr      | 1962 | 1968 | 1975 | 1982 | 1990  | 1999  | 2008  | 2017  |
| --------- | ---- | ---- | ---- | ---- | ----- | ----- | ----- | ----- |
| Einwohner | 541  | 528  | 602  | 827  | 1.607 | 2.464 | 2.989 | 3.261 |

## Sehenswürdigkeiten
- Die befestigte Kirche Sainte-Léocadie aus dem 12. Jahrhundert, seit 1921 als Monument historique klassifiziert
- Das Schloss Aresquiers (12. Jahrhundert)
- Das Schloss Maureilhan
- Site Natura 2000 am Étang palavasiens und Étang de l’Estagnol

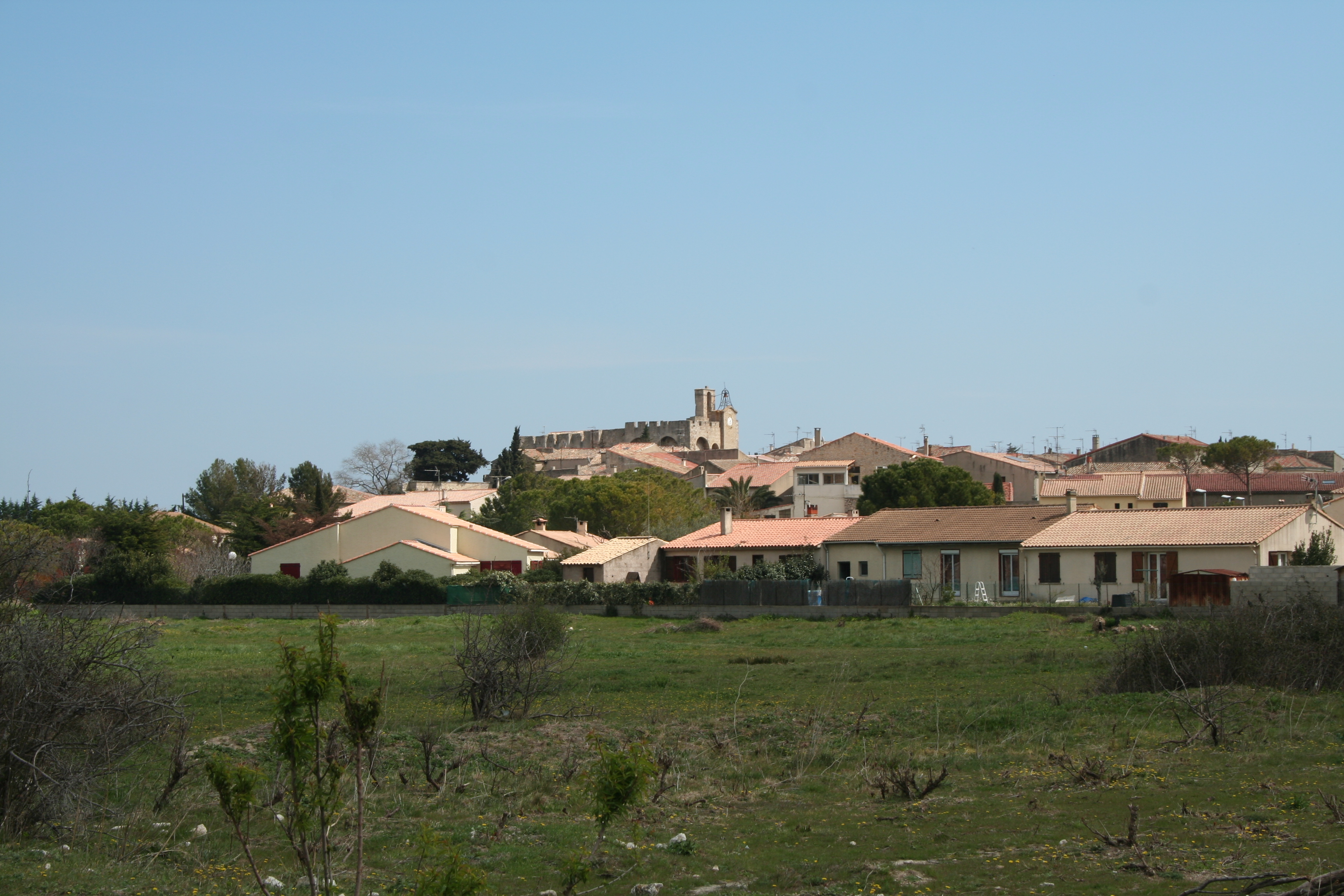
Gesamtansicht
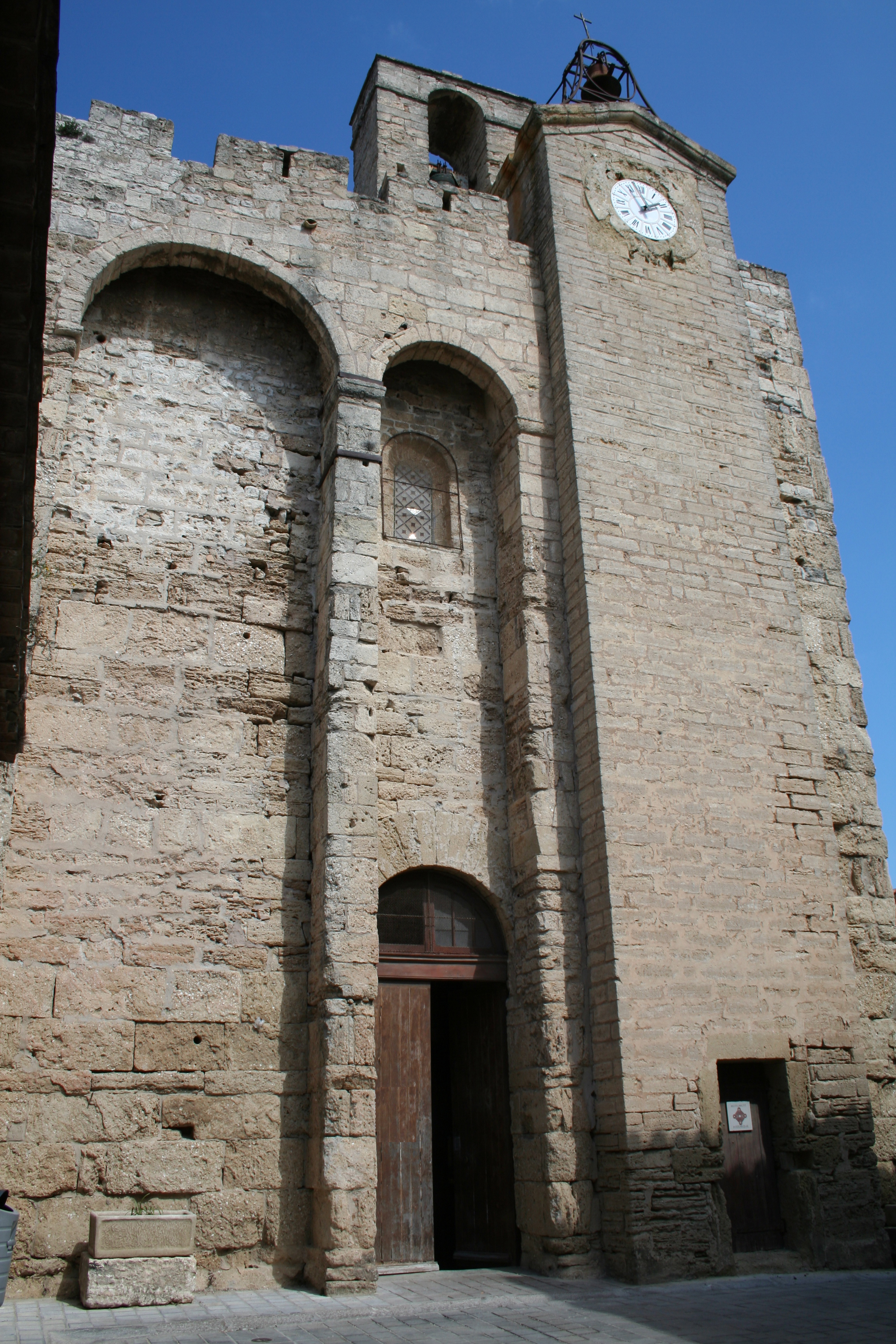
Kirche Sainte-Léocadie
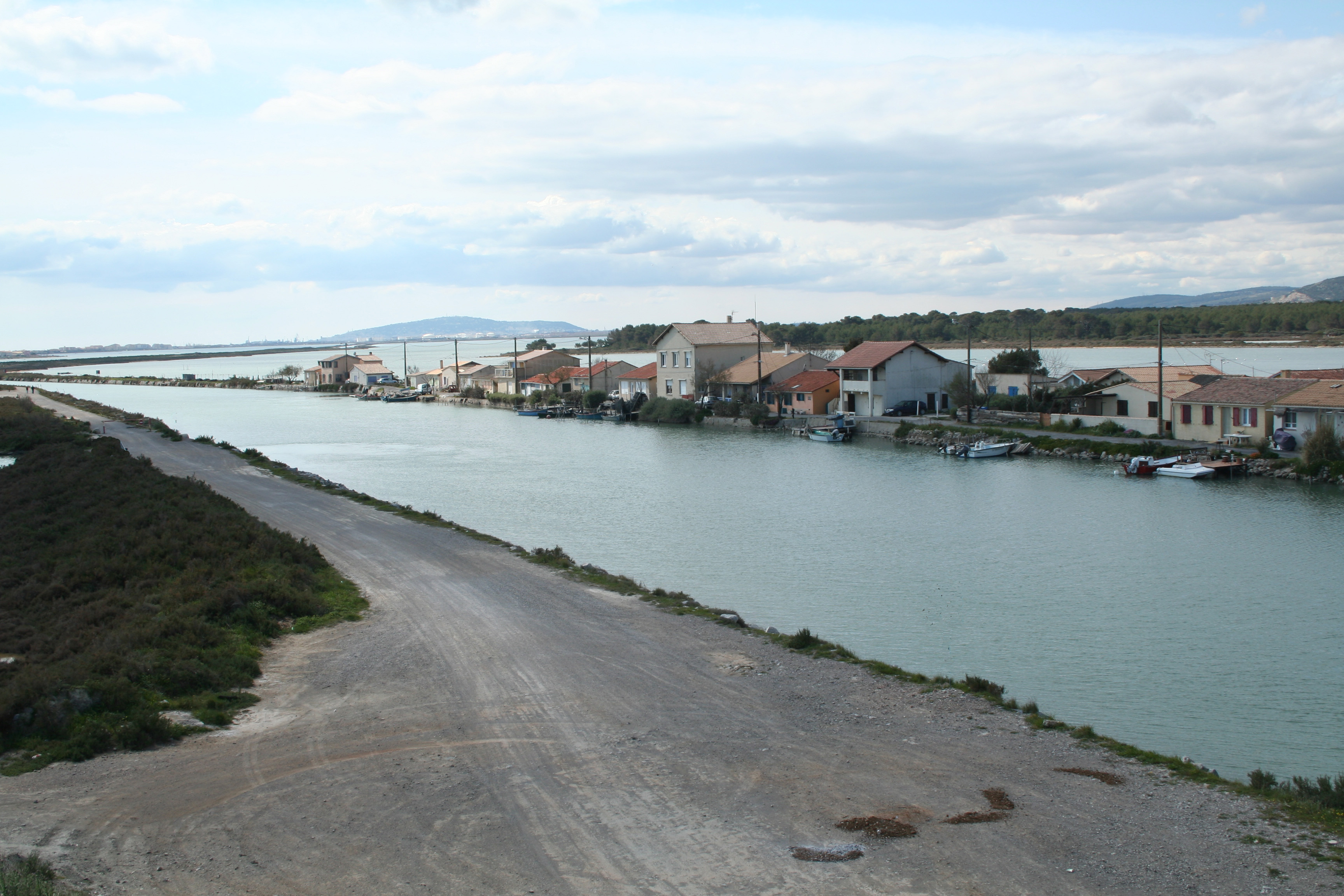
Canal du Rhône à Sète
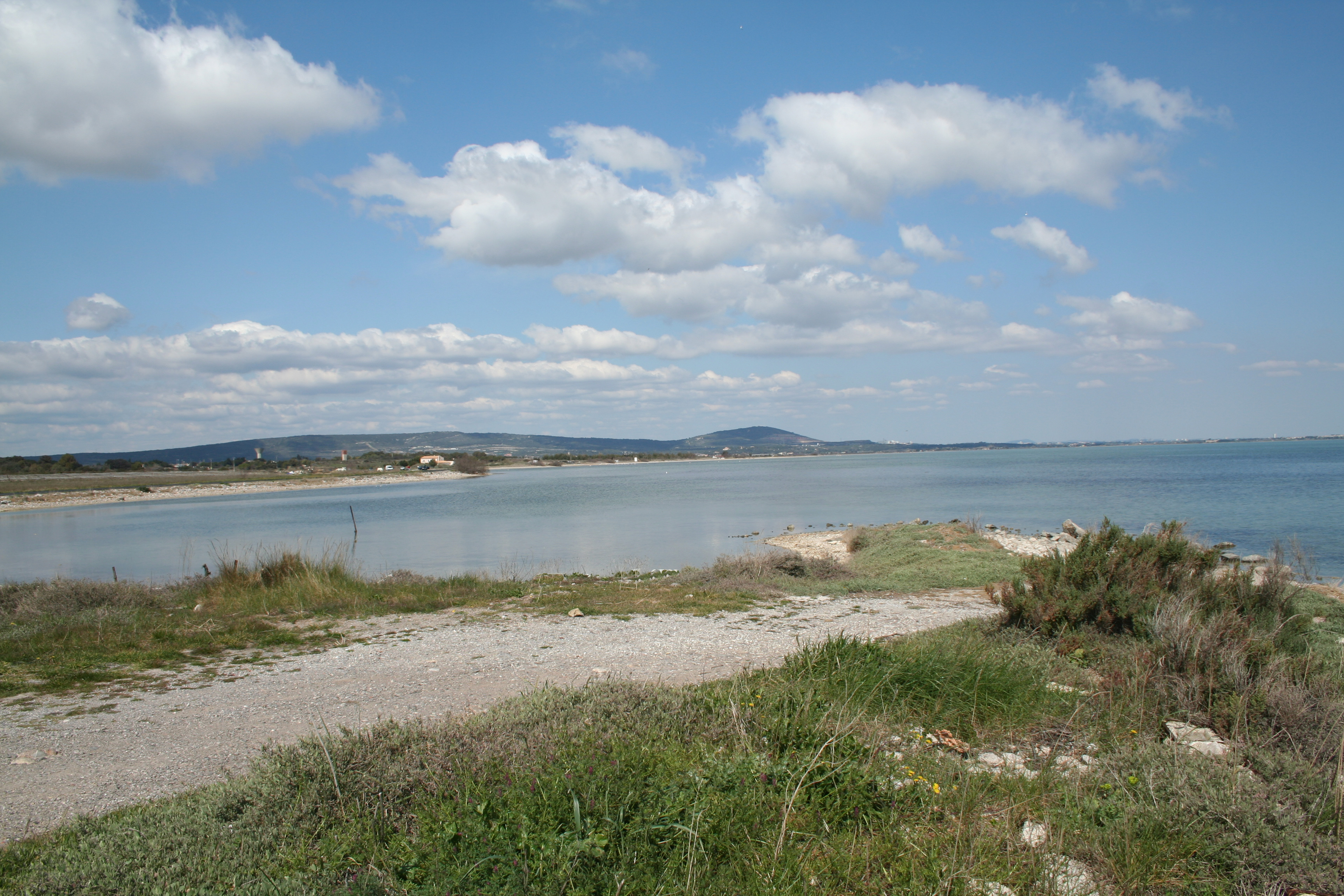
Étang de Vic
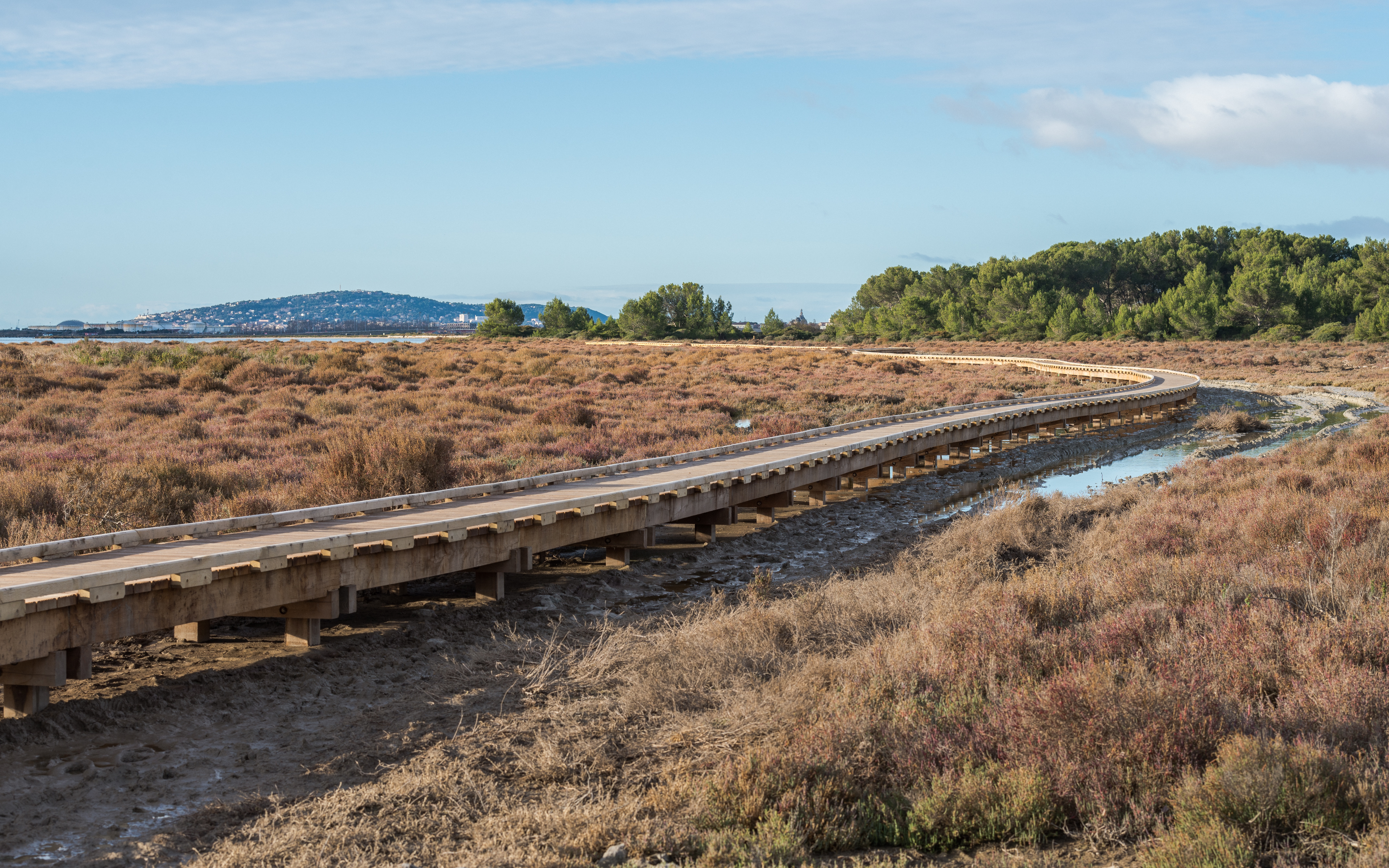
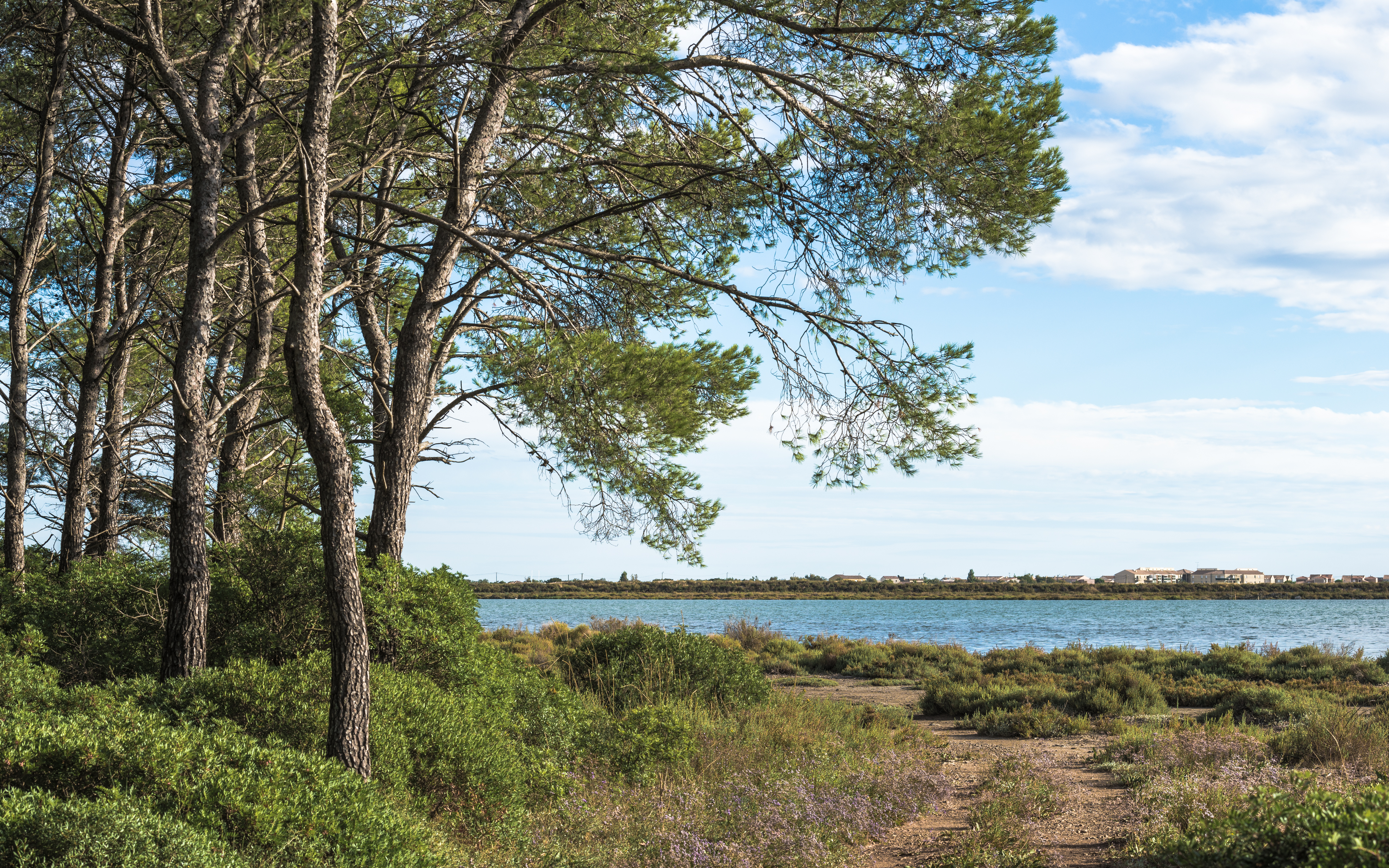